# Hababah
Hababah, död 724, var en arabisk Jarya-sångerska och poet. Hon var slavkonkubin till kalifen Yazid II.
Hababah var en icke-arabisk slav, som utbildades till kurtisan och artist i en av qiyan-skolorna i Medina. Kalifen Yazid II såg henne under sitt besök i Hijaz och fattade tycke för henne. Hans hustru Sada lade märke till det och köpte henne till honom som present för 4000 dinarer. 
Hababah kom att få större inflytande än någon annan konkubin över en kalif före henne. Som en utbildad kurtisan, jarya, underhöll hon honom med sång och poesi. Han beskrivs som så förälskad i henne att han försummade sina plikter som kalif. Han delegerade vissa av sina plikter till henne, och tillät henne att ta emot allmänheten och åhöra deras klagomål i hans ställe; hon avvisade även den assistent han gett henne för att sköta den sysslan, och kalifens bror Musallama klagade över hur han lämnat tronen vakant åt henne. Han tillät henne tillsätta guvernörer; en av dem hon utnämnde var Umar al-Fazzari som guvernör i Irak. Hon brevväxlade med guvernören i Medina utan kalifens vetskap, och han straffade henne inte när han fick reda på det.
När hon avled, kvävd av en granatäppelkärna under en trädgårdspicknick, drabbades kalifen av en sådan sorg att han isolerade sig och avled själv senare samma år. På grund av att hans förälskelse ledde till att han försummade sina plikter som kalif, ledde relationen mellan Yazid II och Hababah till att han länge hade ett dåligt rykte i muslimsk historieskrivning, och att Hababah beskrevs som en guds fiende.